# Lovecký zámeček Hohenlohe
Lovecký zámeček Hohenlohe se nachází na území Tatranského národního parku v obci Tatranská Javorina v okrese Poprad v Prešovském kraji nedaleko slovensko-polské státní hranice. Dřevěný zámeček, vybudovaný na konci 19. století knížetem Hohenlohe,  je od roku 2004 ve správě Kanceláře prezidenta Slovenské republiky a slouží k reprezentačním účelům. Zámeček byl 28. dubna 2009 prohlášen národní kulturní památkou Slovenské republiky.

## Historie
Pruský kníže Christian Kraft Hohenlohe-Öhringen koupil v roce 1879 za půl milionu zlatých část Vysokých Tater o rozloze deset tisíc hektarů, čímž položil základ svého javorinského panství. Na místě, odkud lze pozorovat panorama Vysokých a Belianských Tater, si v letech 1883 až 1885 nechal postavit lovecký zámeček, který se stal sídlem správy tatranských a maďarských knížecích majetků. Jako architekt je uváděn Jean Leindecker, jiné zdroje zámeček řadí k tatranským stavbám architekta Gedeona Majunkeho. Kníže Hohenlohe žil v javorinském loveckém zámku se svou přítelkyní, polskou umělkyní Otílií Lubraniec-Dambskou. V areálu zámečku byli také ubytováni zaměstnanci správy panství a lesnický personál s rodinami.
Kníže Christian Kraft Hohenlohe-Öhringen podnikal v řadě oblastí. Patřily mu některé doly a další podniky, v Javorině nechal vybudovat vodní elektrárnu , pekárnu a také dřevěný katolický kostel ve stylu lidové architektury. Zpočátku bránil veřejnosti ve vstupu na své území, později však část Tater otevřel turistům a nechal zde vytýčit tři turistické trasy (přes Polský hrebeň, Sedielko a Kopské sedlo), které se využívají dodnes.
Christian Kraft Hohenlohe-Öhringen zemřel v roce 1926 a jeho ostatky byly uloženy na místním hřbitově v Javorině, kde se nachází také hrob jeho partnerky Otílie. Majetek následně zdědil jeho synovec kníže August Kraft von Hohenlohe. Ten však žil v Maďarsku a časem se zadlužil natolik, že byl v roce 1935 nucen prodat javorinské panství československému státu. O takto nabytý majetek stát pečoval prostřednictvím Správy štátnych lesov Javorina, později všechny nemovitosti přešly do správy Tatranského národního parku.
V 70. letech 20. století byl zámeček převeden do působnosti Stranického podniku služeb Praha. Objekt byl v letech 1975 až 1977 rekonstruován, přičemž byly vyměněny některé poškozené části stavby a opraven byl i historický inventář. Až do sametové revoluce zámeček využívali k rekreaci a k reprezentačním účelům  nejvyšší představitelé komunistického režimu. Mezi roky 1990 až 1993 přináležel zámeček k sousednímu hotelu, nebyl však nijak využíván. Později jej převzala Národní rada Slovenské republiky a od roku 2004 je ve správě Kanceláře prezidenta Slovenské republiky.

## Popis
Lovecký zámeček Hohenlohe je dřevěná patrová stavba srubové konstrukce v historizujícím stylu na půdorysu ve tvaru písmene „Z“. Stav objektu je orgány památkové péče hodnocen jako dobrý. V interiéru se dochovala část původního vybavení včetně dalekohledu z dílny mnichovského optika Jacoba Merze, dále obrazy, fotografie, zbraně a část loveckých trofejí (některé starší trofeje byly po světové lovecké výstavě, která se konala ve Vídni v roce 1910, převezeny do sídla rodu Hohenlohe ve franckém Neuensteinu v nynější spolkové zemi Bádensko-Württembersko).

## Přístup
Kancelář prezidenta, respektive prezidentky Slovenské republiky organizuje pro veřejnost prohlídky zámečku vždy ve čtvrtek. Doporučuje se rezervovat si prohlídku nejméně týden předem. V době konání prohlídek je návštěvníkům umožněno používat místní parkoviště. Do Tatranské Javoriny existuje pravidelné autobusové spojení v trase Poprad - Starý Smokovec - Ždiar - hraniční přechod Lysá Poľana.

## Galerie

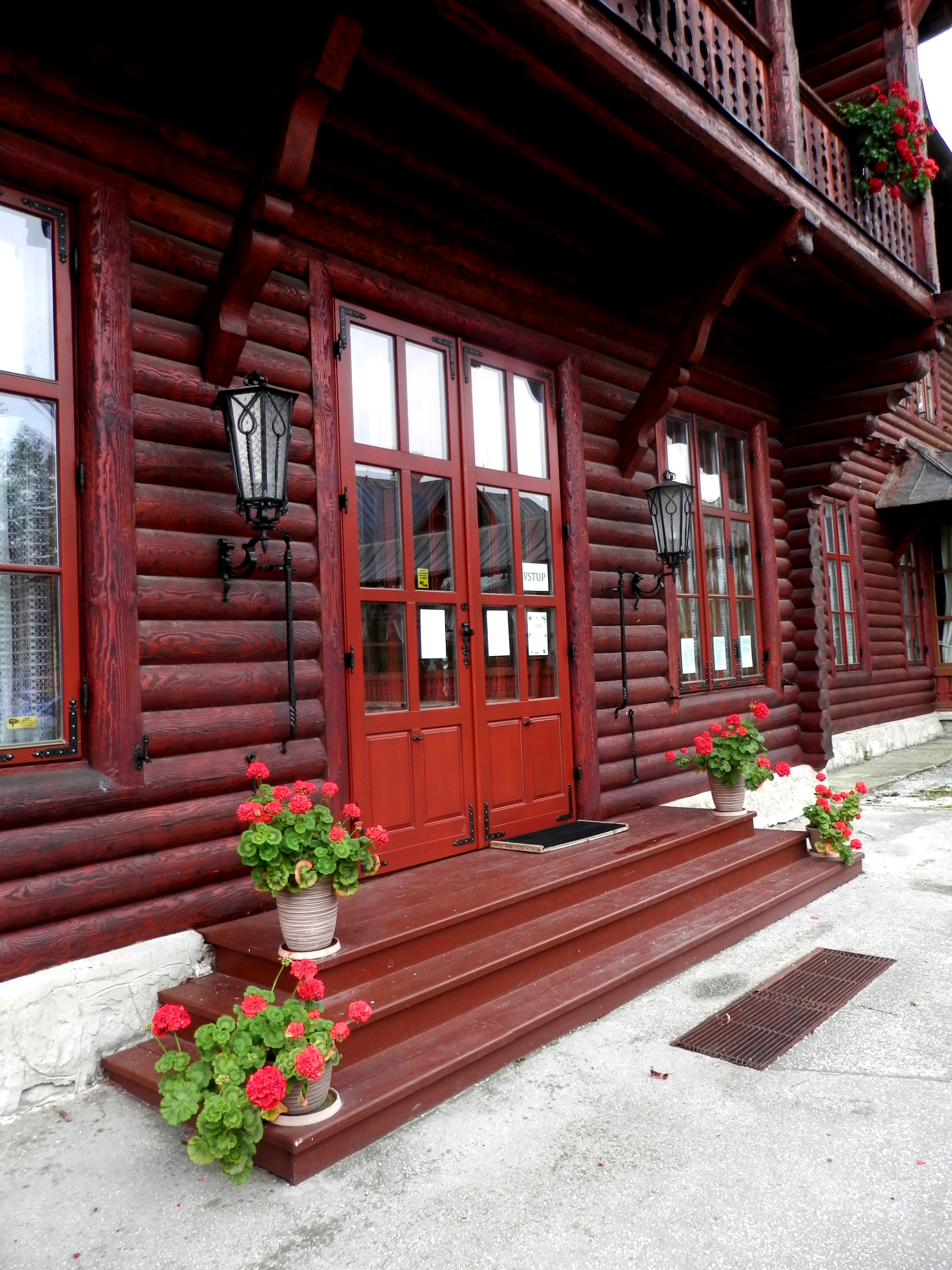
Vstupní dveře do budovy
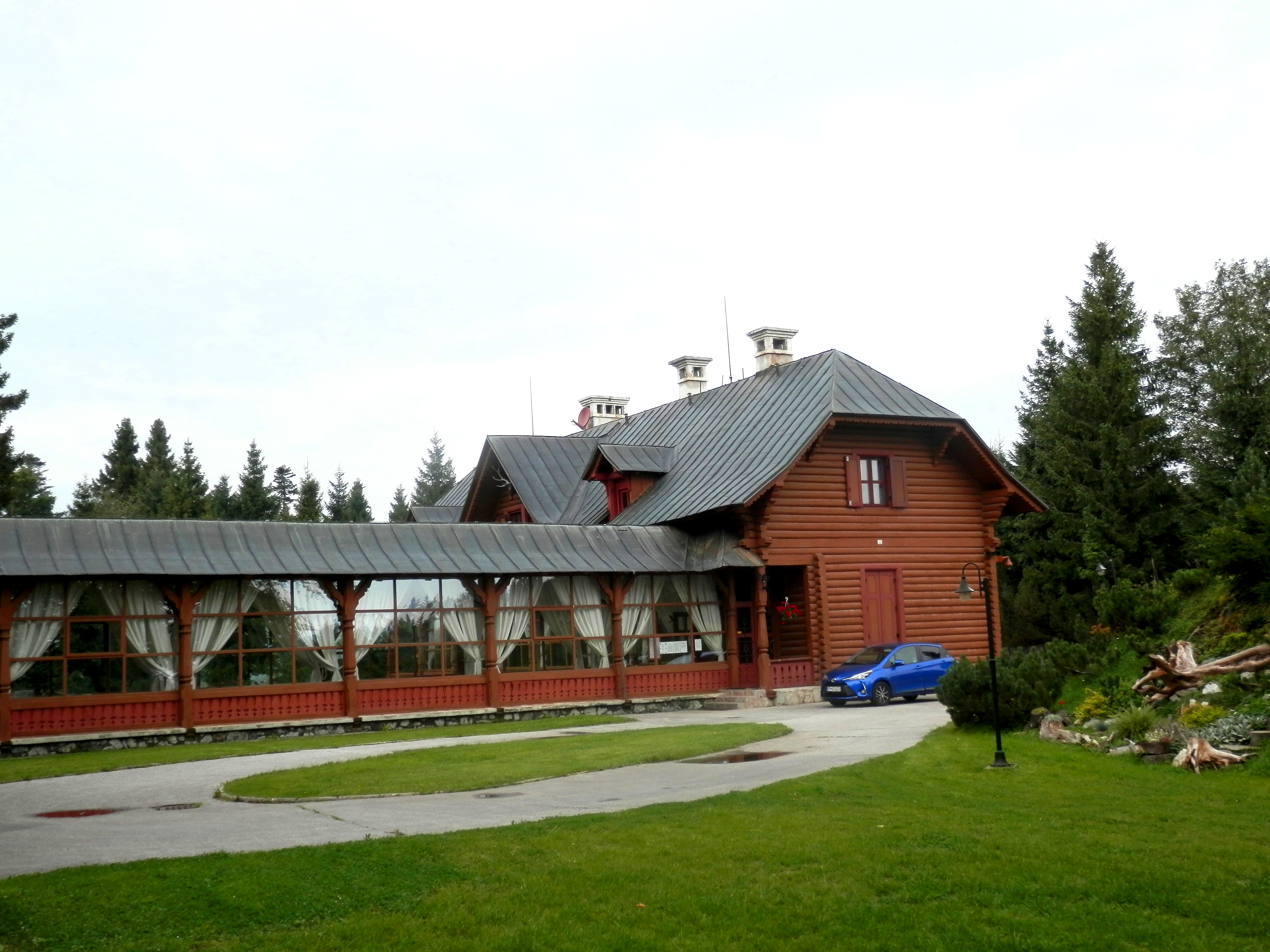
Pohled na areál zámečku z boku
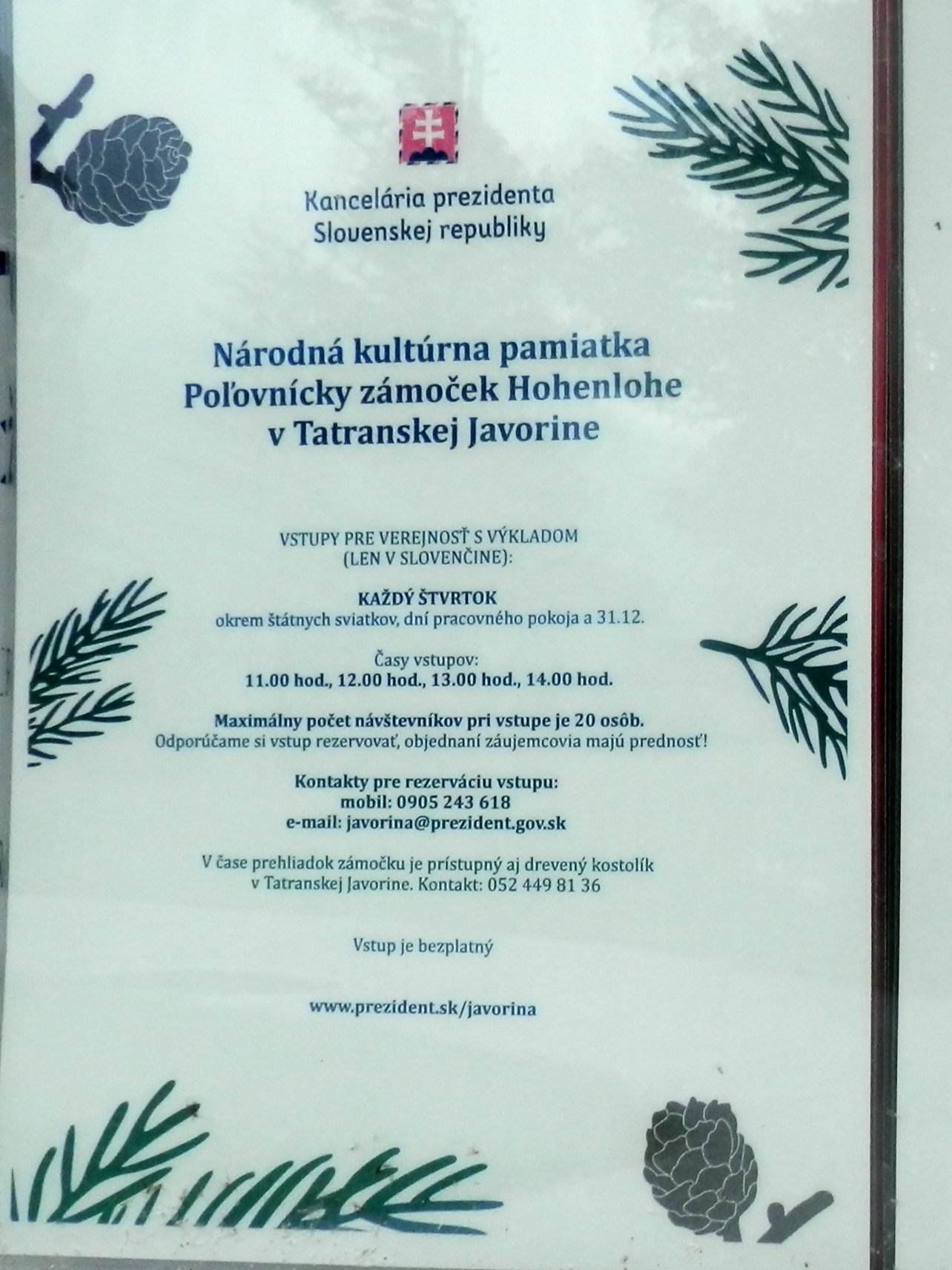
Informace o prohlídkách památky
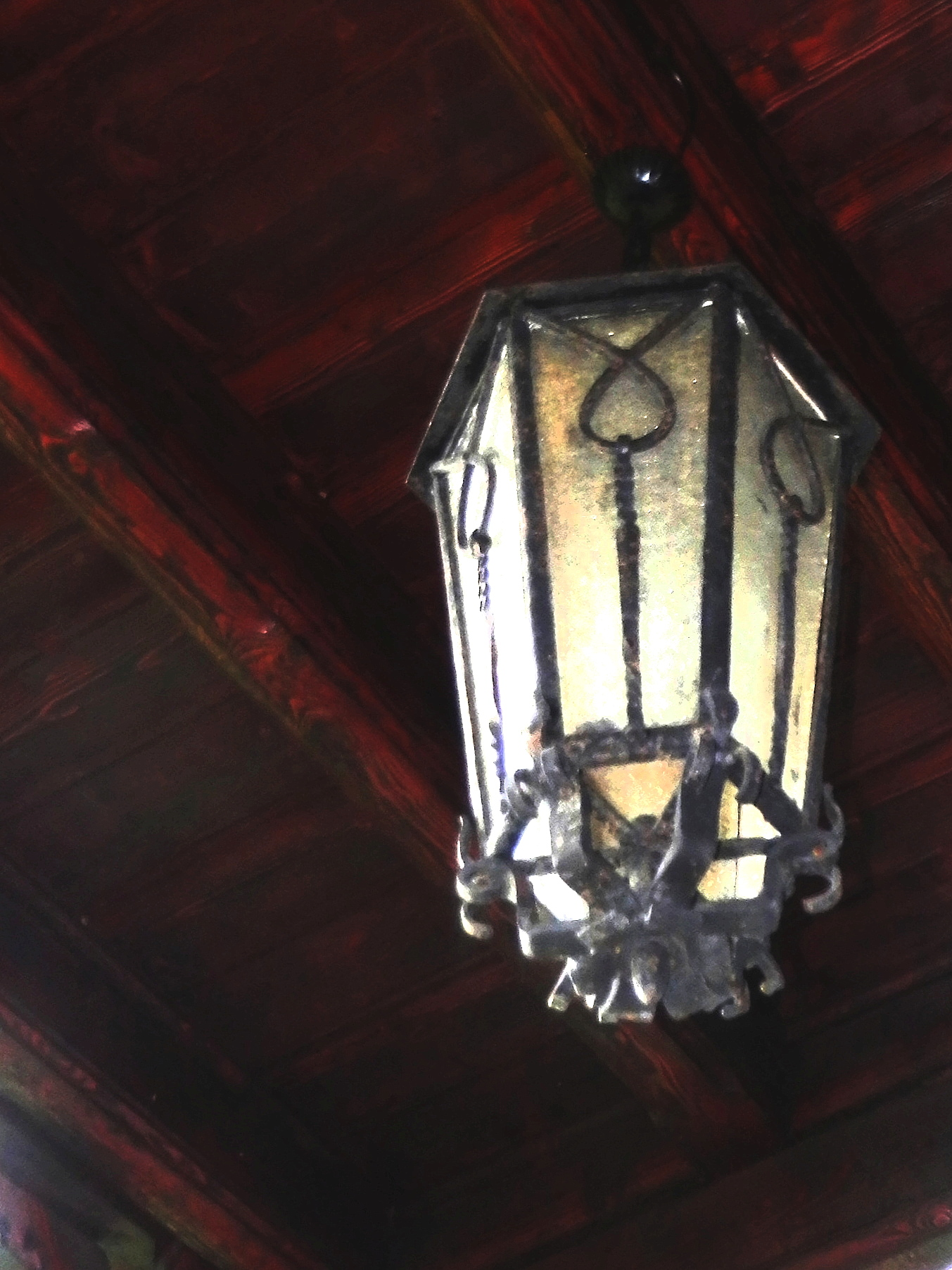
Jedna z ručně kovaných lamp v interiéru
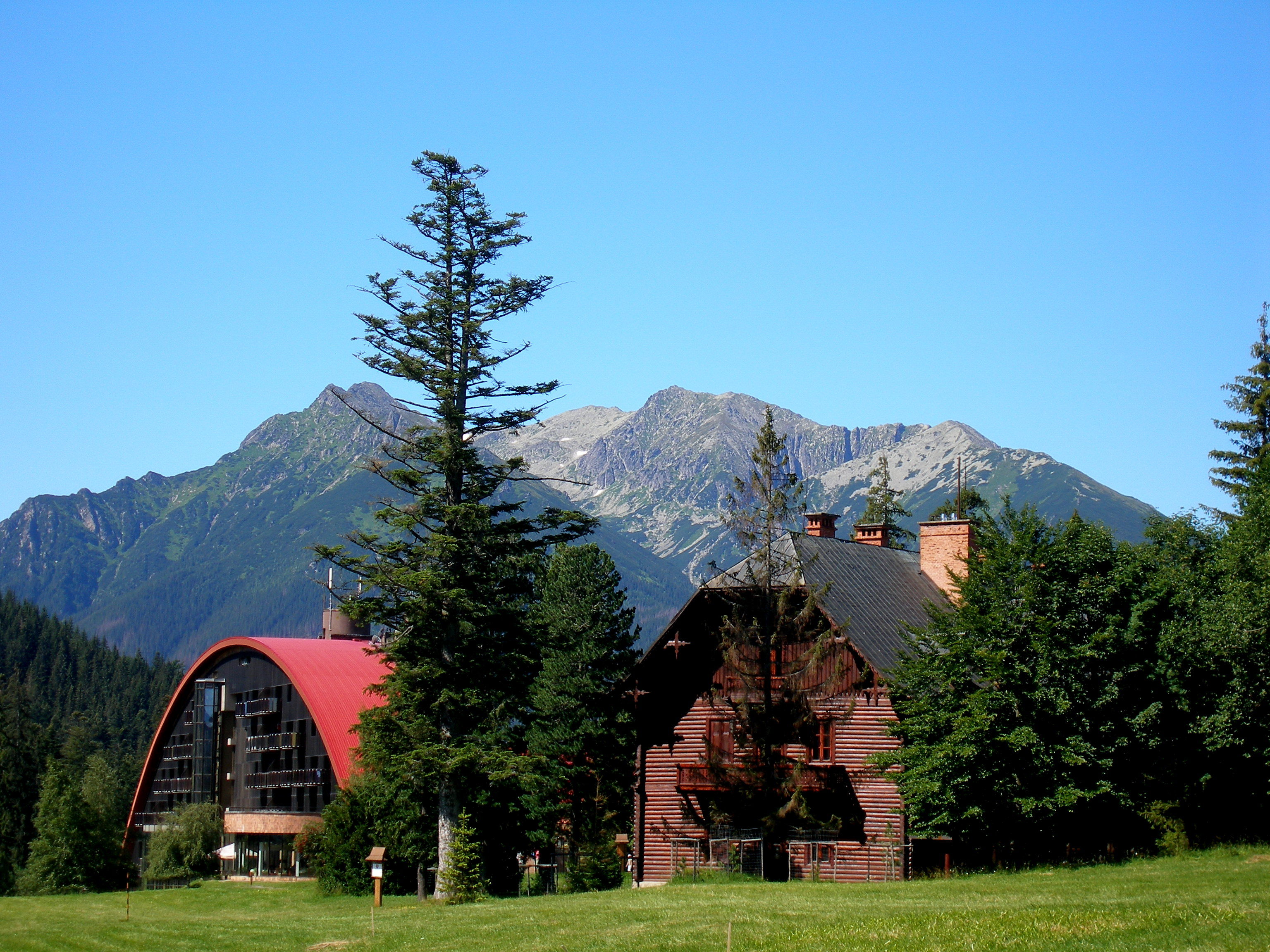
Zámeček a sousední President Hotel Montfort
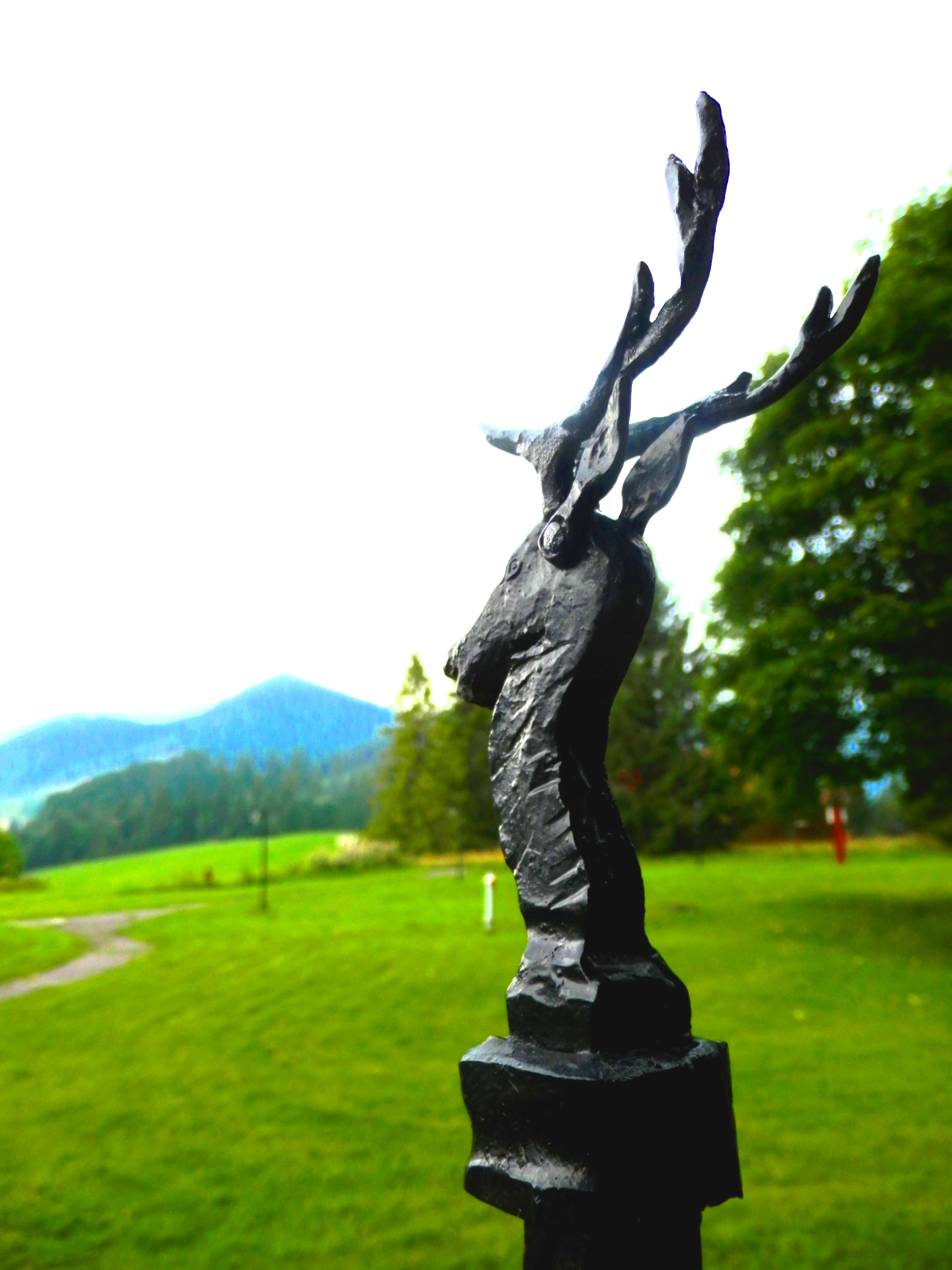
Detail hlavice ručně kovaného madla